# Armando Broja
Armando Broja (* 10. September 2001 in Slough, England) ist ein albanischer Fußballspieler, der seit 2025 beim FC Burnley unter Vertrag steht. Der Stürmer ist seit September 2020 albanischer Nationalspieler.

## Karriere

### Verein
Armando Broja wurde im englischen Slough, einer Stadt westlich Londons, als Sohn albanischer Eltern geboren. Seine Eltern stammen ihrerseits ursprünglich aus Malësia e Madhe. Mit dem Fußballspielen begann er bereits in frühster Kindheit und erste Erfahrungen im Vereinssport sammelte er bei den Burnham Juniors. Ein Jahr später war er bereits bei Probetrainings der größeren Vereine FC Fulham und FC Reading zugegen und wechselte schließlich nach einem erfolgreichen Juniorenturnier mit Burnham in die Nachwuchsabteilung von Tottenham Hotspur, wo er in der U8-Mannschaft begann. Bei den Spurs spielte er zwei Jahre und wurde anschließend vom FC Chelsea in deren Jugendakademie geholt, wo er sich seinen Weg durch die Juniorenauswahlen der Blues bahnte. Im März 2018 stand er erstmals für die U18-Mannschaft auf dem Platz und in der folgenden Saison 2018/19 absolvierte er 21 Ligaspiele und erzielte zwei Tore. In der nächsten Spielzeit gelangen ihm in seinen ersten neun Saisoneinsätzen in der U18 neun Treffer und er wurde anschließend in die Reservemannschaft befördert. Dort etablierte er sich als Stammspieler und am 26. Februar 2020 unterzeichnete er seinen ersten professionellen Vertrag bei den Westlondonern. Am 8. März 2020 (29. Spieltag) absolvierte er beim 4:0-Heimsieg gegen den FC Everton sein Debüt in der Premier League, als er in der 86. Spielminute für Olivier Giroud eingewechselt wurde.
Am 21. August 2020 wechselte Broja für die gesamte Saison 2020/21 auf Leihbasis zum Partnerverein Vitesse Arnheim in die niederländische Eredivisie. Am 19. September 2020 (2. Spieltag) traf er beim 2:0-Heimsieg gegen Sparta Rotterdam erstmals. Broja bestritt für Arnheim 30 von 34 möglichen Ligaspielen, in denen er 10 Tore schoss, und vier Pokalspiele mit einem Tor.
Zur Saison 2021/22 gehörte er zunächst wieder zum Kader von Chelsea. Mitte Juli 2021 einigte er sich mit dem Verein auf eine Vertragsverlängerung bis Sommer 2026. Mitte August 2021 wurde eine erneute Ausleihe vereinbart, diesmal für die Saison 2021/22 innerhalb Englands zum Ligakonkurrenten FC Southampton.
Nach der Leihe spielte er eineinhalb Jahre für Chelsea und wechselte Anfang Februar 2024 leihweise zum FC Fulham. Im August 2024 folgte eine Leihe zum FC Everton.
Im August 2025 verließ Broja den FC Chelsea und schloss sich dem Premier-League-Aufsteiger FC Burnley an, bei dem er einen Vertrag bis 2030 unterschrieb.

### Nationalmannschaft
Armando Broja ist sowohl für die albanische Nationalmannschaft als auch für die englische Nationalmannschaft spielberechtigt.
Am 28. Mai 2019 bestritt er beim 3:1-Testspielsieg gegen den Kosovo sein Debüt für die albanische U19-Nationalmannschaft und konnte in diesem Spiel erstmals treffen. Parallel dazu ist er seit Juni 2019 für die U21 im Einsatz.
Am 7. September 2020 absolvierte er bei der 0:1-Heimniederlage gegen Litauen in der UEFA Nations League sein erstes Spiel in der albanischen A-Nationalmannschaft, als er in der 75. Spielminute für Odise Roshi eingewechselt wurde.